# Олено-Косогорівка
Олено-Косого́рівка — село в Україні, у Соколівській сільській громаді Кропивницького району Кіровоградської області. Населення становить 372 осіб.

## Населення
Згідно з переписом УРСР 1989 року чисельність наявного населення села становила 396 осіб, з яких 169 чоловіків та 227 жінок.
За переписом населення України 2001 року в селі мешкали 372 особи.

### Мова
Розподіл населення за рідною мовою за даними перепису 2001 року:
| Мова       | Відсоток |
| ---------- | -------- |
| українська | 94,09 %  |
| молдовська | 2,96 %   |
| російська  | 2,69 %   |
| білоруська | 0,27 %   |

## Уродженці
- Забіляста Лідія Леонідівна — народна артистка України, оперна співачка (сопрано). Лауреат Шевченківської премії 2011 року.